# 2016年亞洲沙灘運動會中華台北代表團
2016年亞洲沙灘運動會於2016年9月24日至10月3日在越南峴港舉行，中華民國（台灣）以“中華台北”名义參加本屆賽事。

## 獎牌項目
| 比賽項目 | 金牌 | 銀牌 | 銅牌 | 總數 |
| 沙灘木球 | 1    | 3    | 2    | 6    |
| 克拉術   | 1    | 0    | 2    | 3    |
| 沙灘角力 | 0    | 1    | 0    | 1    |
| 泰拳     | 0    | 0    | 3    | 3    |
| 沙灘籃球 | 0    | 0    | 1    | 1    |
| 沙灘滾球 | 0    | 0    | 1    | 1    |
| 越武道   | 0    | 0    | 1    | 1    |

## 沙灘籃球
- 黃柔甄、羅蘋、陳薇安、戴宜庭：女子團體3x3（ 銅牌）

## 沙灘手球
- 朱裘恩、賈凌慧、陳映茹、陳怡伶、陳德蓉、林亞靖、楊雅婷、蔡紫瑄、許麗萍、黃瑋容：女子團體（第4名）

## 沙灘排球
- 阮上軒、王進如：男子團體（第17名）
- 顧乃涵、吳淑芬：女子團體（第5名）

## 沙灘木球

### 男子組
- 蕭家宏、王萬鎰：男子雙人球道賽（ 金牌）
- 李正偉、羅傑：男子雙人球道賽（未晉級）
- 蔡承祐、洪士傑、羅傑、蕭家宏、吳翼丞、夏智玄：男子團體桿數賽（ 銀牌）
- 羅傑、蕭家宏、洪士傑、蔡丞祐：男子團體球道賽（ 銅牌）

### 女子組
- 江方瑀：女子個人桿數賽（ 銀牌）
- 洪瑜鎂：女子個人桿數賽（第4名）
- 蔡依庭、陳佳琳、張琬聆、王美琳、洪瑜鎂、江方瑀：女子團體桿數賽（ 銀牌）
- 柯沛宇、蔡依庭、謝秉諺、陳佳琳：女子團體球道賽（ 銅牌）

### 混合組
- 洪士傑、王美琳：混雙球道賽（未晉級）
- 吳翼丞、蔡依庭：混雙球道賽（未晉級）

## 沙灘滾球
- 孫嘉億：男子個人賽（未晉級）
- 李炯德、蔡志鵬：男子雙人賽（未晉級）
- 王國鈞：男子擲準賽（ 銅牌）

## 沙灘角力
- 邱欣如：女子自由式60公斤級（未晉級）
- 張惠慈：女子自由式70公斤以上級（ 銀牌）

## 柔術
- 廖柏喻、林益照：男子演武（第7名）

## 克拉術
- 詹皓程：男子66公斤級（ 銅牌）
- 林聖閔：男子73公斤級（未晉級）
- 蕭惠珊：女子52公斤級（未晉級）
- 李宛庭：女子57公斤級（ 金牌）
- 蘇詩琳：女子63公斤級（ 銅牌）

## 泰拳
- 薛思漢：男子48公斤級（未成功過磅）
- 潘弘旻：男子67公斤級（未晉級）
- 葉惠慈：女子48公斤級（ 銅牌）
- 潘婷瑋：女子51公斤級（ 銅牌）
- 楊青錦：女子63.5公斤級（ 銅牌）

## 越武道
- 彭蜀鈞：男子單人五門拳（ 銅牌）
- 黃苓禕：女子單人龍虎拳（未晉級）
- 彭蜀鈞、黃苓禕：雙人防身術（未晉級）